# How Munched Is That Birdie in the Window?
«How Munched Is That Birdie in the Window?» (рус. Что клевала птичка за окном?) — седьмой эпизод двадцать второго сезона мультсериала «Симпсоны», премьера которого состоялась 28 ноября 2010 года.

## Сюжет
Ночью к Симпсонам в окно залетает голубь с перебитым крылом. Лиза говорит, что Барт должен о нем позаботиться, так как она сама боится голубей. Барт называет голубя Рэем и выхаживает его. Отпущенный голубь возвращается, так как привязался к Барту. Однако Маленький Помощник Санты съедает Рэя. Барт на него обижается и решает даже отдать на страусиную ферму. На ферме на Гомера нападает страус и Барт душит птицу. Барт перестает злиться на своего пса.

## Культурные отсылки
- Название серии — пародия на песню 1952 года «(How Much Is) That Doggie in the Window».
- Название эпизода из «Шоу Щекотки и Царапки» («Itchy & Scratchy in Dogday Hellody of 1933») пародирует название фильма «Бродвейская мелодия» (англ. The Broadway Melody). В самом эпизоде присутствуют пародии на другие фильмы.
- На похоронах Рэя квартет школьников пел песню из фильма Bye, Bye Birdie.
- В эпизоде звучит композиция Birdland американской джаз-фьюжн группы Weather Report.